# کج‌دهانان
کج‌دهانان (نام علمی: Cryptacanthodes) نام یک سرده از راسته سوف‌ماهی‌سانان است.